# سرچم (کامیاران)
سرچم (کامیاران)، روستایی کوچک از توابع بخش مرکزی شهرستان کامیاران در استان کردستان ایران است.

## جمعیت
این روستا در دهستان شاهو قرار دارد و براساس سرشماری مرکز آمار ایران در سال ۱۳۸۵، جمعیت آن ۱۲۰ نفر (۲۹خانوار) بوده‌است.

## تاریخ سرچم
- سرچم روستای که در زمان حکومت شاهنشای ایران که هر روستا یک رهبر یا خان و مالک داشته است و این روستا مالکان ان خانواده خداکرمی سرچم است که گفته میشود قبل از انقلاب اسلامی ایران توسط اخرین مالک آن نصفی از روستا باز سازی شده است

1. کمیته تخصصی نام‌نگاری و یکسان‌سازی نام‌های جغرافیایی ایران[پیوند مرده]، سازمان نقشه‌برداری کشور